# Giapponismo

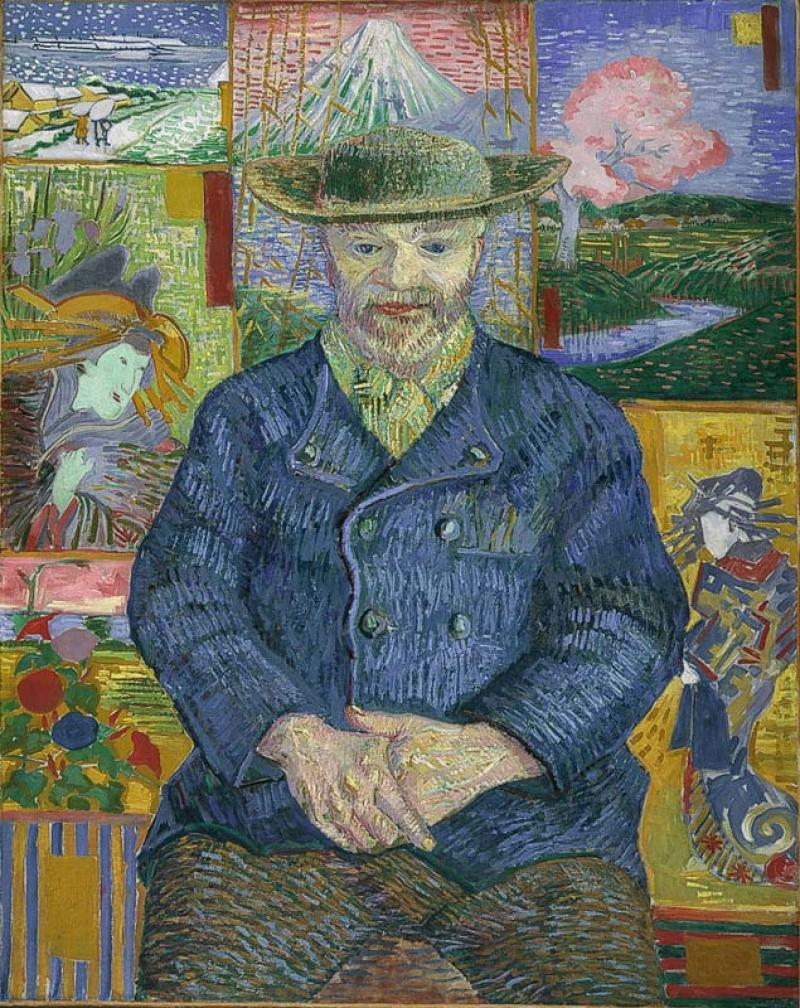
Van Gogh, Ritratto di père Tanguy, esempio di influenza ukiyo-e nell'arte europea

Il giapponismo (in francese japonisme e japonaiserie) è l'influenza che l'arte giapponese ha avuto sull'Occidente, in particolare sugli artisti francesi. Fu l'artista Philippe Burty, abile incisore, che nel 1873 coniò il termine Japonisme (Giapponismo in lingua italiana) che stava ad indicare l'attrazione e l'interesse dei pittori francesi verso l'arte del Sol Levante.
Questa passione per l'arte giapponese non avrebbe avuto luogo se le stampe giapponesi non fossero sopraggiunte in Olanda tramite la Compagnia delle Indie, e poi diffuse in tutta Europa. Queste stampe ritraevano scene di vita quotidiana ed erano impostate sulla rappresentazione bidimensionale, e quindi sul colore piatto e l'assenza di chiaroscuri, ma dinamica; la linea curva, semplice e sinuosa suggeriva l'idea del movimento. Altre caratteristiche sono il taglio fotografico e la prospettiva essenziale. Interessante è l'attenzione dedicata all'elemento dell'acqua e allo studio della figura femminile.

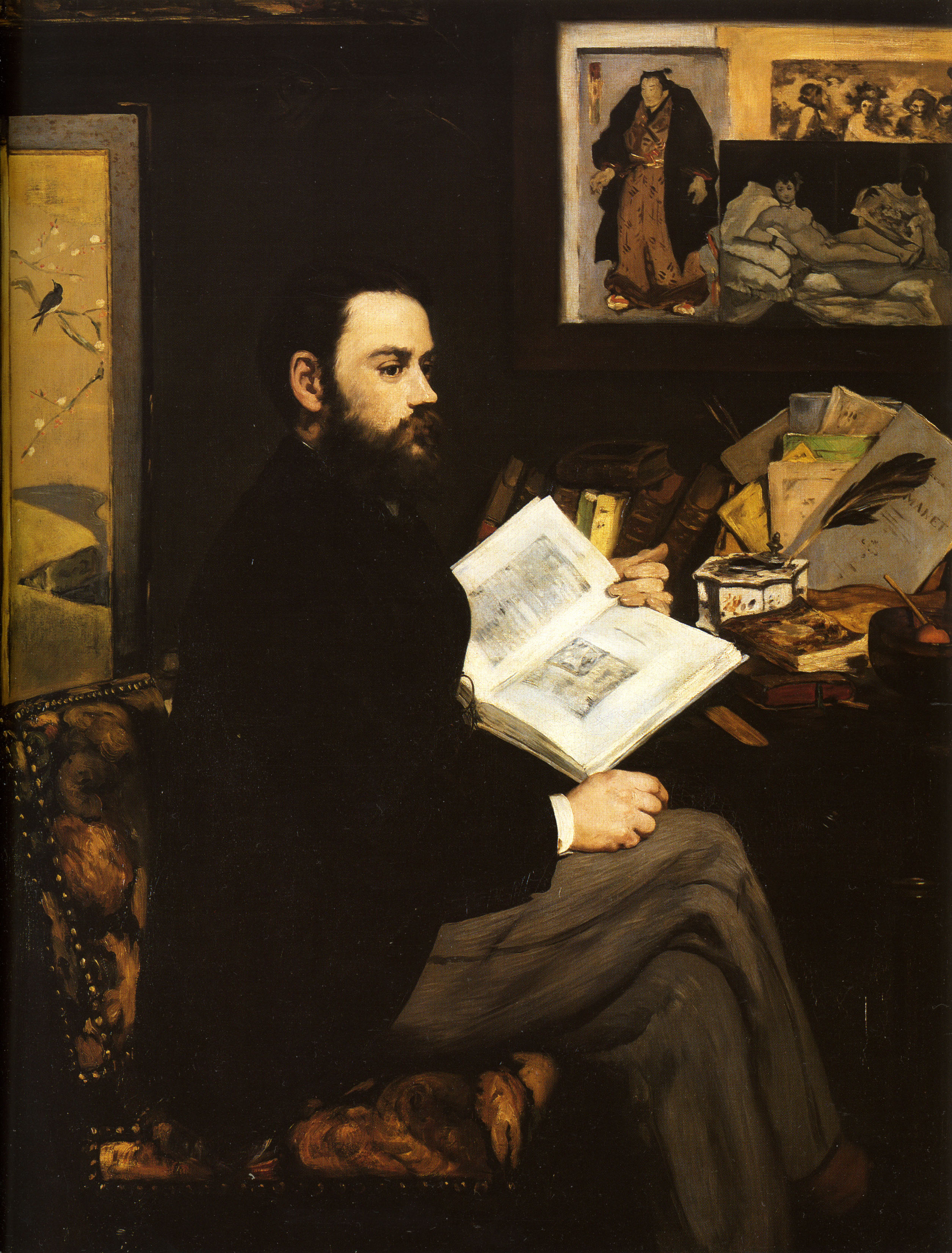
Manet, Ritratto di Émile Zola. Sullo sfondo si può notare una stampa giapponese

Durante l'era Kaei (1848-1854), molte navi mercantili approdarono in Giappone. In seguito alla Restaurazione Meiji del 1868, il Giappone pose fine ad un lungo periodo di isolamento, aprendosi alle importazioni dall'Occidente, tra cui la fotografia ed alcune tecniche per la stampa, mentre molte stampe ukiyo-e arrivarono in Europa e in America, diventando subito molto conosciute.
Il giapponismo cominciò improvvisamente tra il 1850 e il 1870, con la moda di collezionare opere d'arte giapponesi, in particolar modo le stampe ukiyo-e. I collezionisti, gli scrittori e i critici d'arte europei intrapresero molti viaggi in Giappone, soprattutto nei due decenni successivi al 1870; per questo motivo, vennero pubblicati molti articoli sull'estetica giapponese, e vi fu un incremento nella distribuzione di stampe in Europa e, soprattutto in Francia. I più celebri tra questi viaggiatori furono l'economista liberista Enrico Cernuschi, che avrebbe poi fondato a Parigi il museo omonimo, il critico Theodore Duret e il collezionista britannico William Anderson (la cui collezione di stampe giapponesi è ora al British Museum), che visse per alcuni anni ad Edo, insegnando medicina. L'Esposizione Universale di Parigi del 1878 presentò molte opere d'arte giapponesi.

## Artisti e correnti

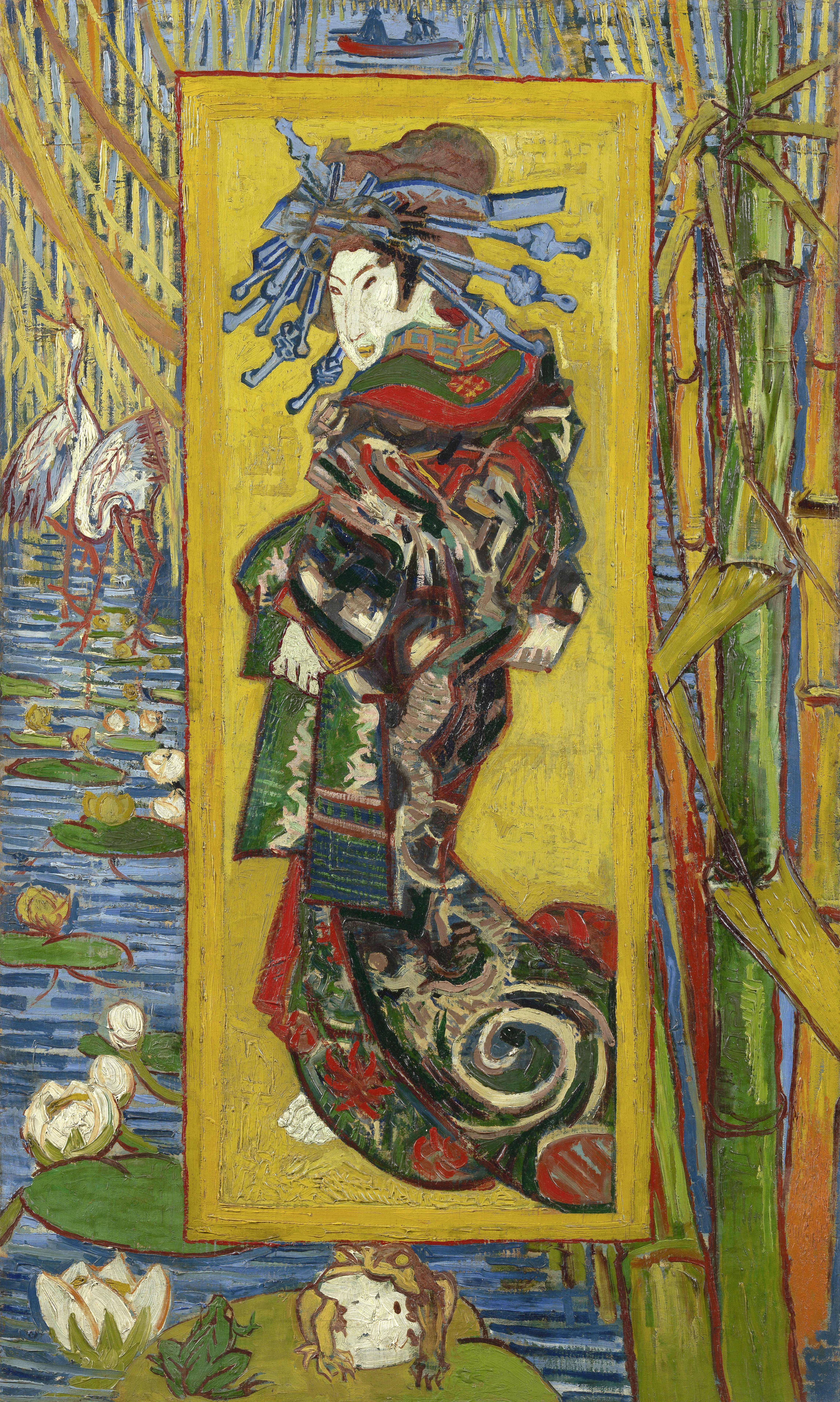
Van Gogh, La cortigiana (intitolato così da Eisen), 1887.

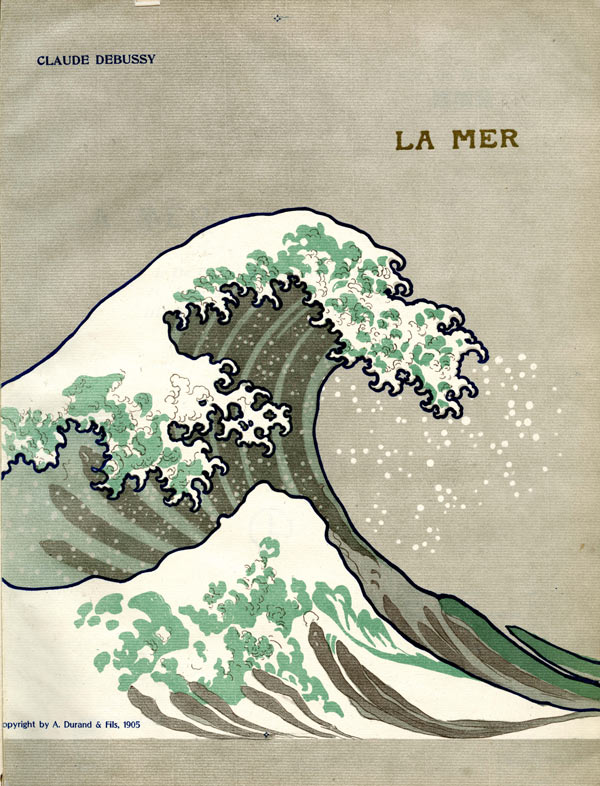
Riproduzione della Grande Onda di Hokusai. La copertina dell'edizione del 1905 de La Mer.

Tra gli artisti giapponesi che ebbero una grande influenza, possiamo citare Utamaro e Hokusai. Curiosamente, mentre l'arte giapponese stava diventando sempre più popolare in Europa, la bunmei-kaika (文明開化, l'occidentalizzazione del Giappone durante il periodo Meiji) portò ad una perdita di prestigio per le stampe giapponesi in patria.
Gli artisti europei che vennero influenzati dall'arte giapponese furono: Van Gogh, Monet, Manet, Degas, Renoir, Pissarro, Klimt, Charles-Louis Houdard ed altri. Molti dei dipinti di Van Gogh imitano lo stile e i temi dell'ukiyo-e. Ad esempio Ritratto di père Tanguy, che ritrae il proprietario di un negozio di articoli per pittori e artisti, mostra sei ukiyo-e diversi sullo sfondo. Dipinse inoltre La Cortigiana nel 1887, dopo aver trovato un ukiyo-e di Kesai Eisen sulla copertina del giornale Paris Illustré, nel 1886. Nello stesso tempo, collezionava stampe giapponesi ad Anversa.
Gli ukiyo-e, con le loro linee curve, i motivi delle superfici colorate e i vuoti, l'asimmetria della composizione e la bidimensionalità, ispirarono anche l'Art Nouveau. La linearità e i motivi curvi divennero dei cliché grafici, influenzando artisti di tutto il mondo. Parallelamente, alla fine del XIX secolo, artisti occidentali hanno iniziato a apprezzare l'arte giapponese, portando ad un ulteriore avvicinamento tra le due tradizioni e culminando in un'arte contemporanea giapponese che può essere definita come globalmente influenzata piuttosto che puramente occidentale, come si evince osservando le stampe sosaku hanga e kindai hanga.
Per quanto riguarda l'aspetto musicale, grazie all'influenza di questa corrente, Claude Debussy compose il suo poema sinfonico più conosciuto, La Mer: infatti il compositore francese si ispirò alla Grande onda, una xilografia del pittore giapponese Katsushika Hokusai, che divenne poi la copertina dell'edizione del 1905.